# ポッピンQ
『ポッピンQ』は、2016年12月23日に公開された東映アニメーション制作のアニメーション映画作品。

## 概要
東映アニメーション60周年記念のプロジェクトとして制作されたオリジナル劇場アニメであり、『ドラゴンボールZ』(作画監督、CGディレクター)、『デジモンアドベンチャー』(総作画監督)、『プリキュアシリーズ』(CGディレクター等)など数多くの東映アニメの作画やCG制作に関わってきた宮原直樹が初の劇場アニメの監督を務める。
脚本は『弁護士のくず』など、ドラマの脚本を多数手掛けた荒井修子が務める。荒井がアニメ作品の脚本を担当するのは、本作品が初となった。
キャラクター原案には『キノの旅』（挿絵）や『サモンナイトシリーズ』（キャラクターデザイン）等で参加した黒星紅白が担当。
物語は中学の卒業を目前に控える5人の少女たちがおりなす青春ストーリーで、異次元世界"時の谷"を主舞台に音楽とダンスを基軸に展開する。
プロジェクトは2015年4月から「file(N):project PQ」と銘打って公に始まっており、パイロット版も兼ねてYahoo!きっずのダンス特集ページ「はじめてのダンスレッスン」でヒロインたちやポッピン族が踊る動画が配信された。当初は2017年1月公開を予定していたが、制作陣の予想を上回る大きな反響により2016年12月23日に前倒しされ、さらに配給元である東映が正月映画第一弾・冬休みのメイン作品として拡大興行することを決定した。
また小学館の『ちゃお』にて小森チヒロの作画でコミカライズ版が連載されちゃおコミックスから発売されている他、同社の『ぷっちぐみ』にてハラミユウキの作画で2ページ漫画が掲載され、ノベライズの単行本が東堂いづみの名義のものと小学館ジュニア文庫より秋津柾水の著によるものとが出版されている。また、前述のコミカライズとは別に、KADOKAWAの『コミックNewtype』にて、映画本編の前日譚をまとめた『ポッピンQ reverse』が山珠彩貴の作画でWEB配信されている。さらに、2017年5月5日から同年7月30日までアニメイトタイムズ独占で映画本編の後の「５人のヒロインが、高校に入るまでの話」が展開されるサイドストーリー全6話が山珠の作画で掲載された。
その後、続編制作に向けたクラウドファンディングプロジェクトが2019年と2020年に2回行われ、いずれも目標を大幅に上回る支援額が集まり成功。2021年10月14日には映画の続編にあたる小説が発売された（詳細は続編へ向けた動きを参照）。

## 本編ストーリー
通過点でしかないと思っていた卒業式を目前に控え、中学3年生の伊純は前に進めずにいた。そんな時、登校中に乗った電車で訪れた「星ヶ浜駅」の近くの海の砂浜で美しく輝く「時のカケラ」を拾った伊純は、学校に行く電車に乗るためあわてて駅に戻り定期券を改札にタッチしたとたん、不思議な世界「時の谷」へと迷い込む。そこで、同い年の蒼、小夏、あさひ、そして「時の谷」に住み「世界の時間」の運営を司るポッピン族と出会う。「時の谷」と「世界の時間」が今まさに崩壊の危機に瀕していた。
危機を脱するには、伊純たちの持つ「時のカケラ」を集め、心技体を一致させた「ダンス」を踊るしかないという。遥か彼方にある「時の城」を目指す戦いの旅に同行することになり、迫りくる危機と、ポッピン族の厳しいダンス指導に戸惑う伊純たち。そんな中、ダンス経験者の沙紀が現れる。

## 登場人物

### ヒロイン
以下5人、共通で駅の改札を通ったとたんに時のカケラの力で時空をスライドし“時の谷”にやってくる（『reverse』より、長老曰く「5人とも同じタイミングで呼ぶのだ」）。また、共通で円形を五芒星型に合わせた形に『ℓ』のような模様が入った緑色のバッジを首元の右側に着用し（このバッジと時のカケラを通すことによりポッピン族と会話が可能になる）時の谷では帽子の付いた着ぐるみ風のコスチュームを着用することになるが、このコスチュームは勇気のダンスをマスターすることにより肩を露出しているワンピース風（背面をよく見ると背中の露出も見られる）のダンスコスチュームを身に纏った姿になり、さらに戦闘も可能となる。実は、人間は“時の谷”の世界で生身でいると徐々に力を失ってしまうことが発覚。そこで必須になるのが、世界や時間のズレによるダメージから守り、さらに着こなすことで彼女たちが秘めるパワーも引き出せるはずのこの"ゆるふわスーツ"である。宮原は、ぬいぐるみのようで愛らしいこのスーツについて「これで踊れたらかわいいよなと。あえてモコモコのシルエットを作ってみました。あとは、進化する前の“さなぎ”の状態も表してします。スタイリッシュとは逆ベクトルで個性豊かなバイオスーツの魅力をスクリーンでお楽しみください！」とこだわりを語った。
小湊 伊純（こみなと いすみ）
声 - 瀬戸麻沙美
主人公。高知県の中土佐町に住む中学3年生。陸上部に所属。陸上の県大会で、思ったとおりの成績が出せなかったことが後悔として残っている。父親の仕事の都合で卒業とともに東京へ引っ越すことが決まっているが、それに納得することができず両親に反発している。明るい性格で負けず嫌いだが、そのため時に心配りに欠ける部分も。時のカケラは登校中に乗った電車（学校と反対方向で通学圏外に向かった）で訪れた「星ヶ浜駅」の近くの海の砂浜で拾った。“時の谷”でポコンと出会い、“世界の危機”を救う役割を担うことになる。同位体はポコン。パーソナルカラーは赤。
名前の由来は、千葉県を走る小湊鉄道といすみ鉄道より。
サイドストーリーでは送別会でカラオケに参加し、翌日家族とともに東京へ旅立ったが、その時の美晴達へのLINEメールで誤爆をし、飛行機の中で「やっちゃった」と赤面していた。
ポッピンダンスフォーム
パンツスタイルで頭にゴーグルを付け、首には長いマフラーを巻き両手首には赤いシュシュ。両脚はヒールタイプのシューズで膝下までを長いリボンで結んでいる。この姿になったことで高速での走行が可能になった（蒼の能力によると「DASH」）。
日岡 蒼（ひおか あおい）
声 - 井澤詩織
目黒区に住む学業優秀な中学3年生。未来への投資だと考えて勉強に打ち込んでいる。そのため友達付き合いは無駄と口にする。いつも冷静に状況を観察するタイプだが、その分、周囲に同調することを嫌い孤立してしまうこともある。異次元世界に来ても、素早く状況を理解し、頭脳プレーと明確な指示で、何度もピンチを救う。時のカケラは登校中に偶然遠くに落ちているのを見つけて拾った。同位体はルチア。パーソナルカラーは青。
名前の由来は、大分県の地名「日岡」と愛知県の地名「葵町」より。
サイドストーリーでは爬虫類に詳しいことが判明。立ち寄ったペットショップを通りかかったあさひを見かけるが直後に「まさか…ね」とつぶやいていた。
ポッピンダンスフォーム
黒い帽子と長手袋とサイハイブーツ、両手首と両足首の青いシュシュ、足元まで届く長いベストが特徴。この姿になったことで、持っている背丈以上の長さの錫杖を使い様々な情報を解析・視界に可視化できるようになった（自身が調べると「可視化 VISUALIZATION 情報共有」）。
友立 小夏（ともだて こなつ）
声 - 種﨑敦美
西東京市在住。眼鏡を着用して笑顔を絶やさずピアノが得意な中学3年生。しかし最近は楽しんで演奏できなくなり、ついにコンクール当日、演奏せずに逃げ出してしまった。穏やかでマイペースな、笑顔のムードメーカー。臆病ながら勇気を出し、機転をきかせて、蒼とその同位体ルチアとともにダースを撃退する。家はマンションであり、時のカケラはベランダに落ちていたのを偶然見つけて拾った。同位体はダレン。パーソナルカラーは黄色。
下の名前の由来は、熊本県の小夏村より。
サイドストーリーでは逃げ出してしまっていたコンクールに参加し素晴らしい演奏を披露（その時は膝元にダレンがいるのを見て勇気づけられた）、という夢を電車の中で見ていたが寝ている間に乗り過ごした。
ポッピンダンスフォーム
手足の露出が目立つワンピースに、足元まで届く長いベスト（蒼とは形が異なる）、スカートの下はパンツスタイル（伊純とは形が一部異なる）。この姿になったことで自身の声やメロディーなど、音を音符型のエネルギーに変換し実体化できるようになった（蒼の能力によると「音符は踊る LET’s ENJOY MUSIC」）。
大道 あさひ（おおみち あさひ）
声 - 小澤亜李
日野市の高幡不動に住む武道を嗜む真面目な性格の中学3年生。父のすすめる柔道と、母のすすめる合気道の二つに取り組んでいるが、どちらも選べず悩んでいる。実は女の子らしいかわいいものにあこがれているが、それも武道家の両親には言えずにいる。武道で培われた精神力で、襲い掛かる敵にも怯まず前に出て、仲間を助ける。愛犬（その他参照）を飼っており、時のカケラは自宅の前で拾った。同位体はタドナ。パーソナルカラーは緑。
名前の由来は、大分県や徳島県の大道（おおみち）より。
サイドストーリーでは同級生に勧められて街へ遊びに出かけ、そこでテレビ局の関係者に出くわすが、取材をしていたリポーター（名前は「牧さん」とカメラマンも言っていた）を投げ飛ばし逃走に成功。それを小夏がテレビで偶然見ていた。
ポッピンダンスフォーム
巫女装束をイメージした袖口が広い長袖のデザインで、左胸に緑の五芒星型の花型を長く連ねた飾り、腰には二つ結びの髪型の形をしたリボンを付け、膝上に蝶結びにした緑の紐が付いた白いサイハイブーツを履いている。この姿になったことで物体をすり抜けることができるようになった（蒼の能力によると「CAN NOT TOUCH 触れず」）。
都久井 沙紀（つくい さき）
声 - 黒沢ともよ
豊島区在住のダンスが得意な中学3年生。人とのコミュニケーションが苦手でグループの中にうまく馴染むことができず、元の世界でもひとりきりだった。一つのことに打ち込む集中力・粘り強さを持っている。ルピイと出会い、長老のもとへ連れてこられる途中に立ち寄った洞窟で（『reverse』4話参照）“時のカケラを持った5人目”として伊純の前に姿を見せその流れで蒼たちとも合流するが、コミュニケーションも、共にダンスを踊ることも拒絶する。時のカケラはいつの間にか手に入れていた。同位体はルピイ。パーソナルカラーは紫。
名前の由来は、神奈川県の津久井郡と古事記の沙紀の多他那美（たたなみ）より。
サイドストーリーでは幼少時に祖母がいたことが判明している（現在、その祖母は他界している）。
ポッピンダンスフォーム
背中に菱形の小さな穴があるバレリーナの衣装のようなデザイン。首元には羽毛のボアがあり、背中には紫の長いリボンが付いた蝶飾り、白い長手袋をはめ、足は紫の膝下までのソックスと白いヒールを履いている。この姿になったことで飛行が可能になった。劇中では時の城の最上階ステージから落下する伊純を助けている。

### ポッピン族
ポッピン族とは、ヒロイン達が迷い込んでしまう「時の谷」に生息するダンスを生業とする生命体のことである。彼らはダンスをすることで発生するエネルギーで、世界の時間が正常に進むようになっている。
同位体とは、各キャラクターと心で繋がっているポッピン族のことであり、ポッピン族はそれぞれの同位体の心がわかる。

#### 主要ポッピン族
ヒロイン5人それぞれの同位体。エンドロール後の特別映像では人間の姿となって伊純達と交流している様子が描かれた（レミィやジンバットの人間の姿も描かれている）。
ポコン
声 - 田上真里奈
小湊伊純の同位体で、ポッピン族の男子タイプ。“時の谷”に迷い込んだ伊純にポッピン族のことを教える。わんぱくで感情がコロコロと表情に直接出てしまう熱血漢である。ポッピン族としての使命を果たすことに誇りを持っている。体色は橙色で胸に黄色い星のマークがある。耳と尻尾はアライグマを思わせるような縞模様となっている。一人称は「俺」。
主人公の同位体だけあり、当時『ぷっちぐみ』でハラミユウキが描いた漫画では主人公になっている。
カズサ
小説『時守たちのラストダンス』に登場。伊純の前に現れた謎の少年。その正体はポコンの人間態であり小湊家では世界の修正能力により居候中の親戚の子として振舞う。
ルチア
声 - 石原夏織
日岡蒼の同位体で、頭脳明晰でクールビューティーな、タドナなどの同性からも人気が高いポッピン族の女子タイプ。眼鏡を着用しており、知的キャラである。飛び出した前髪や長い尻尾が特徴。体色は黒。一人称は「私」。
シヅキ
『時守たちのラストダンス』に登場。ルチアの人間態と思しき少女。
ダレン
声 - 本渡楓
友立小夏の同位体で、ポッピン族の男子タイプ。のんびりマイペースなキャラクターで、お昼寝が好き。ベレー帽と長く両サイドに垂れた耳がトレードマーク。胴長短足で、股下の短さはポッピン族の中では1、2を争うほど。体色は山吹色。一人称は「僕」。
レン
『時守たちのラストダンス』に登場。ダレンの人間態と思しき少年。
タドナ
声 - M・A・O
大道あさひの同位体で、ポッピン族の女子タイプ。青い頭巾をかぶり、見た目通り女子力の高いキャラクターである。上品な喋り方で、ポッピン族のなかでもアイドル的存在。体色は白。一人称は「私」。
ナギ
『時守たちのラストダンス』に登場。タドナの人間態と思しき少女。髪型はツインテール。
ルピイ
声 - 新井里美
都久井沙紀の同位体で、ポッピン族の男子タイプ。気弱でビビリ体質だが優しい性格で芯の強いキャラクターである。孤立しがちな沙紀と伊純たちの間を橋渡ししようとする。特徴的な長い羽をいかしたダンスが得意。体色は菫色。一人称は「僕」。
ルカ
『時守たちのラストダンス』に登場。ルピイの人間態と思しき少年で他4人よりもやや幼い外見。

#### その他ポッピン族
長老（ラムタムラス）
声 - 石塚運昇
ポッピン族の長老である。
レミィ
声 - 山崎エリイ
「時の谷」を守っているポッピン族の巫女で、ポコンと幼なじみ。とある事情で喋れなくなっている（理由は『reverse』より）。
ジンバット
声 - 三輪勝恵
元々はポコン達と共にいたポッピン族だが、「時の掟」からの解放を望み彼らの元から姿を消す。
ノッコ
声 - 湯浅かえで
オックー
声 - 高野麻里佳
コロロ
声 - 今村彩夏
ユッキー
声 - 森下由樹子
ジェリー
声 - 佐倉薫
ニャオス
声 - 福緒唯（A応P）
カメゴロー
声 - 高橋伸也
時の谷に住むカメに似た巨大な動物。ポッピン族が移動手段として利用している。

#### キグルミ
「時の種」崩壊後に現れた謎の怪物。ポッピン族達は、彼らによる襲撃から逃れるために移動しながらの避難生活を余儀なくされた。蒼の能力により結び目が弱点と判明し、それを掴み取られ外されたことによりそれまで捕獲していたポッピン族達の本体はすべて解放された。
ダース
声 - 浜添伸也、小林直人、冨沢竜也
掃除機のような道具でポッピン族達の本体を吸い込む。身長は人間に近く、腕が伸びる。
グロス
声 - 蓮岳大
体格も力もダースを遥かに上回る。
グレートグロス
クジラのように巨大。
（名前不明）
黒沙紀により解放されその意思で動く最強のキグルミ。時の城の最上階の天井にあった時計の針を掴み2本の剣として使用。剣の一振りでビーム弾を連射し、剣先を重ねることでビームも放てる。

### その他
深町美晴
声 - 田所あずさ
小湊伊純の後輩であり、陸上部ではマネージャーを務めている。
三橋ナナ
声 - 戸田めぐみ
小湊伊純の同級生であり、伊純と同じく陸上部に所属している。
小湊恵理子
声 - 島崎和歌子
小湊伊純の母。
小湊俊平
声 - 小野大輔
小湊伊純の父。会社を立ち上げることになり、妻子と共に東京へ引っ越すことになる。
小湊元治
声 - 羽佐間道夫
小湊伊純の祖父で元漁師。伊純が心を許す存在。
レノ
声 - 内山昂輝
謎の少年。眼鏡をかけており、胸に鍵穴が付いた「X」字状のベルトが付いた黒い装束を着ている。時の城を目指し旅立った一行を高い崖から見下ろしていた。一人特訓を抜け出し海の近くの広い平原に飛び出した伊純の前に突然現れ、「時のカケラを持った仲間」と説明。そして伊純を連れとある洞窟へ向かう。彼女に水たまりに映った県大会の映像を見せ、「このレース、やり直したくない？」と、なぜか持っていた時のカケラを見せ、残りのカケラを集めてくるよう伊純をそそのかし姿を消す。数日後、キグルミたちが連れ去ったレミィと沙紀を別の洞窟に捕らえ、乗り込んできた伊純達4人をやぐらのようなタワーの頂上からグロス軍団で迎え撃つが、覚醒を果たした4人との戦闘で全滅させられ、タワーのてっぺんに上ってきた伊純に「君たちの勝ちでいい」と言い、選択のチャンスを与えるが、伊純はそのうちの「2人を返して欲しい」と要求。すると、背負っていた道具が変化した鍵を自分の胸の鍵穴に差し込み、「さよなら、嘘つきさん」と言い残し装束を残して消えた。その消滅後に伊純達に最後のカケラを回収された。エンドロール後の特別映像では伊純達が入学した高校の生徒会長（名字は「霧島」と言っていた）として再び現れ、さらなる暗躍の兆しが見られた。
黒沙紀
声 - 斎藤千和
ミステリアスな雰囲気を醸し出す銀髪の女性。その正体については沙紀の未来と関連があるらしい。消滅したレノが持っていた時のカケラの1つと沙紀が持っている最後の1つにより復活した時の種を奪い、時の城の最上階で待ち構えていた。伊純を特殊空間に閉じ込めその中の時間を進めて一気に老化させていくが、そこに居合わせていた自身の過去の姿である沙紀の妨害で時の種を手放してしまいその際に伊純も元に戻り、直後に背後に前述の巨大キグルミを出現させ襲い掛かるが逃げた沙紀と合流した4人の連携により撃破されその後にあさひに取り押さえられ、最後は時の種の力の暴走を受け（あさひはすぐ脱出）小さくなりながら沙紀の目の前で消え去っていった。
大道雄三
声 - 山本兼平
あさひの父。あさひに中学卒業後は柔道一本に絞り世界を目指すよう勧める。
大道佳織
声 - 佐藤奏美
あさひの母で合気道の師範。あさひに柔道一本に絞るよう勧める夫と対立。
ちょこ太
大道家の愛犬。名前は後述のラジオ番組にて決定した。
女子B
声 - 赤木彩香（P.IDL）

## 用語
時のカケラ
劇中で5人の少女が手に入れる水晶のような扇型のカケラ。実はこれが様々な世界の時間を司る制御装置「時の種」の一片であり、６つに分かれた一片がヒロインたちを「時の谷」に導いた。
時の谷
全ての並行世界の時間軸に通じているハブスポット。ポッピン族という住民種族が暮らしており「時の種」と呼ばれる制御装置で「世界の時間」を管理・運営している。「時の種」が異常をきたすと、人間の世界を含む全ての世界の時間軸に狂いが生じ、崩壊してしまう危険性を秘めている。
時の城
ポッピン族の住処で、実は中央の巨大な塔そのものが、世界を破滅させるエネルギーをはるか天空へ放出させる装置。最上階ステージでの奇跡のダンスにより起動する。キグルミの出現により、ポッピン族達はこの城を追われた。一行の最終目的地である。
土佐久礼駅
伊純が通学で使う、自宅最寄りにある駅。
星ヶ浜駅
伊純が降り立った海岸沿いに建つ駅。学校とは反対方向にあり、通学圏外にもかかわらず何故か定期が使えた。駅の目の前にある砂浜で時のカケラを拾い、再びホームに戻ろうと改札を通った瞬間「時の谷」へとワープしてしまう。
勇気のダンス
身体にパワーを蓄え、時を進めるエネルギー源となるダンス。「時の谷」に来た5人のヒロインが必要に迫られ習得することになる。
奇跡のダンス
ルチアは「踊るもの達がその気持まで一つにした瞬間、人智の及ばないエネルギーを生むと言う奇跡的な踊り、シンクロシニティ」と言っている。それを踊るには5人の心を一つにしないといけないらしい。タドナ曰く「決まった型やノウハウはない」とのこと。

## スタッフ
- 製作総指揮 - 高木勝裕
- 製作 - 北崎広実、里見治紀、岩城農
- 企画・プロデュース - 松井俊之
- プロデューサー - 金丸裕
- 原作 - 東堂いづみ
- 脚本 - 荒井修子
- 監督 - 宮原直樹
- 助監督 - 高橋裕哉
- 絵コンテ - 宮原直樹、平山美穂、高橋裕哉
- キャラクター原案 - 黒星紅白
- キャラクターデザイン・総作画監督 - 浦上貴之
- 作画監督 - 浦上貴之、伊藤郁子
- 色彩設計 - 永井留美子
- 美術監督 - 大西穣
- 美術設定 - 坂本信人
- CGプロデューサー - 横尾裕次
- CGディレクター - 中沢大樹
- キャラクターモデリングリード - 米澤真一
- BGモデリングリード - 笹井麻希
- CG製作統括 - 氷見武士
- 編集 - 瀧田隆一
- 音楽 - 水谷広実、片山修志(Team-MAX)
- タイアップ音楽プロデューサー - 宮地大輔
- 音楽プロデューサー - 犬塚舞、小宮彩、大胡寛二
- 音楽協力 - avex pictures、avex music creative、DICE、Team-MAX、東映アニメーション音楽出版、FREE MARKET、レガートミュージック
- 音響監督 - 宮原直樹
- 音響制作 - Ai Addiction
- アニメーション制作 - 東映アニメーション
- 配給 - 東映
- 「ポッピンQ」製作委員会 - 東映アニメーション、サミー、セガゲームス セガネットワークス カンパニー

## 主題歌
主題歌「FANTASY」
作詞・作曲 - Daisuke"DAIS"Miyachi、編曲 - NATABA、歌 - Questy
挿入歌「未来（ソラ）の歌」
作詞 - Daisuke"DAIS"Miyachi、作詞 - Daisuke"DAIS"Miyachi・NATABA、編曲 - NATABA、歌 - Questy
オープニングソング「ティーンエイジ・ブルース」
作詞・作曲 - Daisuke"DAIS"Miyachi、編曲 - NATABA、歌 - P.IDL
プロジェクト「file(N):project PQ」のキックオフソングとして使われたが、その後正式にオープニングソングに使用されることが決定した。
卒業ソング「さよなら。ありがとう。」
作詞 - Daisuke"DAIS"Miyachi、作詞 - Daisuke"DAIS"Miyachi・Yuichi Ohno、編曲 - Yuichi Ohno、歌 - 小湊伊純（瀬戸麻沙美）・日岡蒼（井澤詩織）・友立小夏（種﨑敦美）・大道あさひ（小澤亜李）・都久井沙紀（黒沢ともよ）

## ネットラジオ
『Radio ポッピンQ〜ほんのすこし面白くする、それだけで世界は変わる〜』のタイトルで、2016年3月27日より音泉にて配信開始。同年4月29日（第2回）より隔週金曜日更新。同年7月22日（第6回）より、HiBiKi Radio Stationとアニメイトタイムズでも配信が開始された。同年10月28日より毎週金曜日更新。2017年4月7日より隔週金曜日更新、同年6月30日（第41回）にて最終回で配信終了。パーソナリティは瀬戸麻沙美（小湊伊純 役）、小澤亜李（大道あさひ 役）、黒沢ともよ（都久井沙紀 役）が担当。また、公式サイトにて『RadioポッピンQ「大道あさひの可愛いもの探そ♪」』のタイトルで特別ミニ番組が配信されていた。
　ゲスト
　・第9回(2016年9月2日) - 種崎敦美
　・第11回(2016年9月30日) - 田上真里奈
　・第15・16回(2016年11月11日・11月18日) - 田所あずさ
　・第17・18回(2016年11月25日・12月2日) - 井澤詩織
　・第22回(2016年12月30日) - 宮原直樹
　・第31・32回(2017年3月10日・3月17日) - 本渡楓
　・第36回(2017年4月21日) - 水谷広実 片山修志
　・第40回(2017年6月16日) - 瀧田隆一

## ネット番組
『マフィア梶田が気になってしょうがない「ポッピンQ」探検隊！』は、2016年7月22日よりYouTubeの「animate Times」チャンネルにて毎月第3金曜日にアップロードされた。出演者はマフィア梶田（ゲームライター）、金丸裕（「ポッピンQ」プロデューサー）である。第2回には、A応Pの福緒唯がゲスト出演した。

## その他PR活動
2016年に入り、映画のPRとして多数のイベント参加やタイアップを行った。
サンリオピューロランドでは、ポッピン族がハローキティと一緒にダンスを踊るスペシャルステージが複数回開催された。また、ポッピンQはランド内にある「ビレッジショップ」の2016年フレンドリーカンパニーとして協賛していた。
ミキハウス主催のイベント「ミキハウスランド」の特設ステージではポッピン族ショーが行われた。

## 特別番組
公開を記念して、『Q接近!もっと知りたい!映画「ポッピンQ」の世界』が各地で順次放送された。
| 放送地域       | 放送局             | 放送期間 | 放送日時                     | 放送系列                                     |
| -------------- | ------------------ | -------- | ---------------------------- | -------------------------------------------- |
| 岩手県         | IBC岩手放送        | 12月17日 | 土曜 1:20 - 1:50（金曜深夜） | TBS系列                                      |
| 静岡県         | 静岡放送           | 12月19日 | 月曜 1:20 - 1:50（日曜深夜） | TBS系列                                      |
| 宮崎県         | テレビ宮崎         | 12月20日 | 火曜 1:49 - 2:19（月曜深夜） | フジテレビ系列 日本テレビ系列 テレビ朝日系列 |
| 福岡県         | テレビ西日本       | 12月21日 | 水曜 2:35 - 3:05（火曜深夜） | フジテレビ系列                               |
| 鹿児島県       | 鹿児島テレビ       | 12月22日 | 木曜 2:55 - 3:25（水曜深夜） | フジテレビ系列                               |
| 青森県         | 青森テレビ         | 12月22日 | 木曜 15:20 - 15:50           | TBS系列                                      |
| 広島県         | 中国放送           | 12月23日 | 金曜 2:10 - 2:40（木曜深夜） | TBS系列                                      |
| 沖縄県         | 琉球朝日放送       | 12月23日 | 金曜 5:20 - 5:50             | テレビ朝日系列                               |
| 富山県         | チューリップテレビ | 12月23日 | 金曜 14:20 - 14:50           | TBS系列                                      |
| 長野県         | 信越放送           | 12月24日 | 土曜 13:05 - 13:35           | TBS系列                                      |
| 高知県         | 高知放送           | 12月24日 | 土曜 14:30 - 15:00           | 日本テレビ系列                               |
| 中京広域圏     | メ〜テレ           | 12月25日 | 日曜 1:57 - 2:27（土曜深夜） | テレビ朝日系列                               |
| 石川県         | 北陸放送           | 12月25日 | 日曜 2:08 - 2:38（土曜深夜） | TBS系列                                      |
| 大分県         | 大分放送           | 12月25日 | 日曜 2:08 - 2:38（土曜深夜） | TBS系列                                      |
| 山梨県         | テレビ山梨         | 12月25日 | 日曜 5:30 - 6:00             | TBS系列                                      |
| 福井県         | 福井テレビ         | 12月25日 | 日曜 16:55 - 17:25           | フジテレビ系列                               |
| 岡山県・香川県 | 山陽放送           | 12月26日 | 月曜 0:50 - 1:20（日曜深夜） | TBS系列                                      |
| 長崎県         | 長崎放送           | 12月26日 | 月曜 1:50 - 2:20（日曜深夜） | TBS系列                                      |
| 宮城県         | 東北放送           | 12月26日 | 月曜 2:25 - 2:55（日曜深夜） | TBS系列                                      |
| 山口県         | 山口朝日放送       | 12月26日 | 月曜 10:00 - 10:30           | テレビ朝日系列                               |
| 鳥取県・島根県 | 山陰放送           | 12月26日 | 月曜 15:55 - 16:25           | TBS系列                                      |
| 兵庫県         | サンテレビ         | 12月26日 | 月曜 18:00 - 18:30           | 独立局                                       |
| 熊本県         | 熊本放送           | 12月28日 | 水曜 2:10 - 2:40（火曜深夜） | TBS系列                                      |
| 愛媛県         | 南海放送           | 12月29日 | 木曜 1:05 - 1:35（水曜深夜） | 日本テレビ系列                               |
| 福島県         | 福島中央テレビ     | 12月29日 | 木曜 1:40 - 2:10（水曜深夜） | 日本テレビ系列                               |
| 新潟県         | 新潟放送           | 12月29日 | 木曜 10:00 - 10:30           | TBS系列                                      |

## TV放送
2018年9月15日21:00～と、同年12月22日21:00～にキッズステーションにてTV放送された（外部リンク参照）。

## 映像ソフト
2017年6月2日にBlu-ray、DVDが発売。

## ゲーム
2017年2月23日～2018年2月28日、セガゲームスより、iOS及びAndroid用の音楽ゲームアプリである『ポッピンQ Dance for Quintet！』が配信された。このゲームは買い切り型となっている。ヒロイン達のコスチュームは劇中にも登場しているポッピンダンスフォームの他にゲームオリジナルの「レインボークインテットフォーム」があり、ゲームプレイ時に選択が可能。

## 続編へ向けた動き

### project19
2回目のTV放送が行われた2018年12月22日に、公式Twitterにてクラウドファンディング企画が進行中である旨が発表された。それから約8ヶ月後の2019年8月24日に都内でファンミーティング「project19」が開催され、企画の概要が公開された。リターン内容は、作家の三萩せんやが監督の宮原と話し合いを重ねながら執筆したヒロイン5人のその後から春休みの５人の日常と、周囲で静かに進む不穏な動きを描いた短編小説が中心となっている。
プロジェクトは10月28日の20:00より開始され、僅か1時間足らずで目標金額である250万円を突破した。受付は11月29日の23:59まで継続され、終了時点での支援総額は12,277,200円となった。宮原もここまでの反響は予想しておらず、開始時には呼び水として自腹を切ろうと思っていた程であったという。
翌年の2020年2月8日に東京都内でリターンコースの1つであるお渡しイベントが行われ、参加権を得た120名が宮原から直接リターン品グッズを手渡され、同時にサインと握手も行われた。プロジェクトは引き続き「project20」として計画されており、その中では映像化も検討されていることが明かされた。

### project20
第2回目のプロジェクトとして2020年12月8日の20:00より開始され、翌年2021年1月12日に目標金額の14,500,000円に到達した。
主なリターン内容として映画本編のエンドロール後を描いた続編の長編小説、更にその一端を映像化したアニメーションPVの制作も計画されており、最大のヤマ場と位置付けられたプロジェクトとなった。さらに小説は一般発売もされることとなった。（詳しくは後述）
長編小説は前回「project19」の短編小説に引き続き三萩せんやが執筆し、表紙は黒星紅白描き下ろしの新イラストを予定している。
プロジェクトの受付は2021年1月25日の23:59まで継続され、終了時点での支援総額は目標金額の177%にあたる25,669,319円となった。
その後、河出書房新社と東映アニメーションとのコラボ企画として小説「時守たちのラストダンス」「七夕の夜におかえり」の2作が2021年10月14日に同時発売されることが発表され、同じくプロジェクトの中で制作されたアニメーションPVの90秒verが合わせて公開された。
アニメPVには監督の宮原をはじめとした映画のメインスタッフが集結し制作され、テーマソングとして辻村有記の「おとぎ話」が抜擢。主人公の小湊伊純を演じた瀬戸亜沙美をフィーチャリングとして迎えレコーディングされた。

#### 小説「時守たちのラストダンス」
2021年10月14日一般発売。上述の通り「project20」で作られた映画本編の続編にあたるストーリーとなっている。
表紙は「project20」返礼品版がハードカバー、一般発売版はソフトカバーとなっており、それぞれデザインも異なる。

##### ストーリー
高知から上京してきた高校1年の伊純は、同級生たちとダンスユニットを組むのだが、その裏で驚くべき計画が進行していた。異変が頻発する世界の救出に挑む。

#### 小説「七夕の夜におかえり」
2021年10月14日「時守たちのラストダンス」と同時発売。「project20」の一環として作られたもう一つの長編小説。
プロジェクトを通じて統一された世界観のもと、一部の登場人物に繋がりのある内容となっている。

##### ストーリー
伊織と兄妹のように育った聡士が急死した。2年後、伊織のもとに彼のスマホが託されてから不思議なメールが届き始める。生前、彼が世界的IT企業とともに研究していたものは何だったのか？　そして彼の死の真相は？

##### 登場人物
小川 伊織（おがわ いおり）
21歳。東京都内の大学に通っている。幼馴染の聡士が急死したが3年経った今でもその事実に向き合えないでいる。高校までは陸上部に所属していた。
寺本 聡士（てらもと さとし）
伊織の年上の幼馴染。幼い頃から神童と評判だった。大企業クエスタリア社の研究者となるが3年前に21歳で急死。
月岡 紫月（つきおか　しづき）
聡士と同じチームに所属するクエスタリア社の研究員。山浦の命令に逆らい伊織を助ける。
凪（なぎ）
伊織の幼馴染。全日本大学選手権の軽量級で優勝した柔道家。
漣（れん）
伊織の幼馴染。幼少よりピアノを習っていたが挫折し現在は声楽を学ぶ音大生。
流香（るか）
伊織の幼馴染で親友。「Luca」という芸名で活躍するプロダンサー。
稔山　正大（みのりやま　まさひろ）
クエスタリア社社長。聡士や紫月ら有望な若者の研究支援を生き甲斐にしてきたが聡士の死に心を痛めている。
山浦　潤一（やまうら　じゅんいち）
クエスタリア社副社長。稔山を追い落とすため聡士の残した研究データを求めて暗躍している。

#### アニメPVテーマソング
「おとぎ話」
作詞・作曲 - 辻村有記、歌 - 辻村有記 feat.小湊伊純（CV:瀬戸麻沙美）
※2021年10月8日デジタルリリース